# Protoptila balmorhea
Protoptila balmorhea là một loài Trichoptera trong họ Glossosomatidae. Chúng phân bố ở miền Tân bắc.